# 长叶滇蕨
长叶滇蕨（学名：Cheilanthopsis elongata）为岩蕨科滇蕨属下的一个种。

## 扩展阅读
- 維基物種上的相關：长叶滇蕨